# Riabilitazione psichiatrica
La riabilitazione psichiatrica è il processo per identificare, prevenire o ridurre le cause e gli effetti della disabilità psichica. Quest'ultima è definita come un disturbo nel raggiungimento dei ruoli sociali svolti da un individuo e appropriati al suo ambiente abituale; la riabilitazione psichiatrica, anche se nei dettagli viene definita in diversi modi, ha quindi l'obiettivo generale di permettere all'individuo con malattie psichiatriche di accettare i propri limiti e di arrivare al massimo livello possibile di autonomia fisica, psicologica, sociale ed economica.

## Individuazione e valutazione dei soggetti
Nella psichiatria, anche in rapporto alla necessità di un coinvolgimento di diverse figure e discipline (medici psichiatri, psicologi, tecnici della riabilitazione, infermieri, assistenti sociali, educatori), la valutazione dei soggetti da riabilitare è più complessa e meno basata su prassi consolidate rispetto ad altri settori della medicina. Esiste inoltre una difficoltà di accordo sulla diagnosi, sulla valutazione dei sintomi e sulla definizione del danno sottostante. La complessità del problema non ha comunque impedito la pratica e la ricerca nel campo della riabilitazione.
Alcuni autori ritengono che le competenze sociali nel periodo precedente della malattia siano un buon indicatore per la prognosi. Una precedente stabilità lavorativa è ritenuta infatti indicativa di una maggiore possibilità di recupero di quella funzione sociale; precedenti relazioni affettive stabili faranno ipotizzare il mantenimento o la riacquisizione di rapporti interpersonali duraturi dopo la malattia.
In Italia, le attività di individuazione e valutazione si sono intensificate soprattutto dopo la chiusura degli ospedali psichiatrici con la legge Basaglia n. 180, maggio 1978.

### Metodologia della valutazione
Le aree principali impiegate nelle scale di rilevazione della disabilità permettono di rilevare i bisogni individuali dei pazienti; tale rilevazione è fondamentale per programmare e valutare le tappe dell'intervento riabilitativo.
La valutazione viene tipicamente eseguita attraverso metodi oggettivi, incluso l'impiego di schede grafiche di registrazione basate sull'individuazione di aree di comportamento.

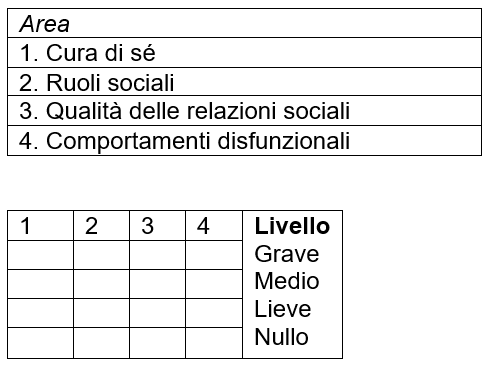
Esempio di sezione di una scheda grafica di registrazione per la pianificazione di un intervento riabilitativo

## Gestione della riabilitazione
La gestione della riabilitazione avviene in diversi modi all'interno dei diversi sistemi sanitari nazionali. In alcuni paesi è ritenuto centrale il ruolo degli ospedali, anche attraverso reparti dedicati. In altri paesi il ricorso agli ospedali è limitato, e si fa più affidamento sui centri territoriali.

### Gestione della riabilitazione in Italia
In Italia l'assetto organizzativo previsto dalla riforma Basaglia identifica come centro di responsabilità gestionale l'Azienda Sanitaria Locale (ASL) e affida il complesso degli interventi di prevenzione, cura e riabilitazione nel settore della salute mentale al Dipartimento di Salute Mentale dell'ASL, che ha caratteristiche multidisciplinari.
La riabilitazione psichiatrica distingue tra gli interventi di cura, che agiscono sul processo della malattia per abolire o ridurre o controllare i sintomi, e quelli di riabilitazione vera e propria, che agiscono per aiutare il paziente ad adattarsi alla malattia. I due tipi di intervento sono separati nel tempo e richiedono competenze professionali diverse (medico psichiatra per la cura; altre figure professionali come il tecnico della riabilitazione, lo psicologo, l'infermiere, l'assistente sociale e l'educatore per la riabilitazione). Spesso i due tipi di intervento vengono effettuati in luoghi diversi: in Italia, per esempio, il trattamento psicofarmacologico del paziente acuto viene effettuato nel reparto di psichiatria (Servizio psichiatrico di diagnosi e cura) dell'ospedale civile, mentre la riabilitazione del paziente cronico è condotta presso altre strutture.
Il sistema organizzativo per la riabilitazione è composto da diversi moduli, sulla base di due principi diversi:
- assistenza basata sull'inserimento in residenze specializzate, in cui il paziente può trascorrere l'intera giornata;
- assistenza basata sulle attività diurne, in cui il paziente passa una parte del tempo per poi rientrare a casa.

#### Le residenze
La scelta del tipo di residenza deve essere compiuta in base ai bisogni dei pazienti. Le soluzioni sono quindi diverse in base all'età, al livello di autonomia e all'eventuale presenza di familiari a sostegno. In particolare, le prospettive di permanenza sono diverse a seconda dei rapporti sociali dei pazienti: pazienti soli, pazienti con un nucleo familiare, anche se in situazione di conflitto, o pazienti provenienti da reparti psichiatrici.
Le residenze sono spesso organizzate nelle forme note come gruppo-appartamento o casa-famiglia: le etichette corrispondono a un modello di gestione in cui è importante la formazione di "gruppi" di cui fanno parte, in misura diversa, anche gli operatori sanitari, che offrono supporto concreto, facilitano le relazioni interne e fanno da mediatori nei rapporti con gli esterni. In tali situazioni il compito principale degli operatori è la ricostruzione di un ambiente per la convivenza.
La presenza di figure professionali diverse è inoltre determinata dai diversi tipi di assistenza possibili: presenza continua di operatori, semplice supporto pratico (per esempio per il lavaggio della biancheria e l'aiuto nella preparazione dei pasti) o stimolo allo sviluppo di relazioni sociali all'esterno. Anche i rapporti hanno quindi gradi diversi d'intimità; per consentire che siano personalizzati, è comunque necessario che i gruppi siano poco numerosi.
Per quanto riguarda le caratteristiche delle abitazioni, sono preferibili appartamenti normalmente arredati e collocati in contesti comuni. Sistemazioni di questo tipo, con la convivenza di gruppi di 4-6 persone, facilitano i programmi riabilitativi per la riacquisizione di competenze sociali. In generale, gli alloggi devono contribuire a dare ai pazienti una sensazione di appartenenza che aiuta ad attribuire valore alle attività ed abitudini quotidiane.
In una residenza, l'intervento riabilitativo si basa in primo luogo sulla condivisione delle esperienze; può inoltre proiettarsi facilmente all'esterno in attività come il fare la spesa, stabilire rapporti con i vicini, inserirsi in luoghi di aggregazione sociale.

#### L'assistenza diurna
L'assistenza diurna si svolge generalmente nelle sedi di un dipartimento di salute mentale, incluso l'ambulatorio. Le strutture più tipiche dell'assistenza diurna sono il day hospital e il centro diurno per disabili.
- Il day hospital è una struttura sanitaria in cui sono presenti medici e infermieri;
- Il centro diurno per disabili ha di regola le caratteristiche di una struttura polivalente, in cui gli interventi medici sulla socializzazione si accompagnano allo svolgimento di vere e proprie attività lavorative. Avendo la funzione di supportare la carenza di relazioni e di socialità che costituiscono il problema centrale della cronicità psichiatrica, il centro diurno è quindi spesso anche un luogo d'incontro e di scambio.

Nelle attività di assistenza diurna un ruolo importante è assegnato al lavoro, anche nella forma di terapia occupazionale. Il lavoro viene infatti visto come uno strumento per facilitare il reinserimento nella comunità. La percezione della propria capacità lavorativa e l'essere in grado di riprendere il lavoro sono fondamentali nel permettere ai pazienti di uscire dal ruolo di malato.
In Italia è comune l'impiego del lavoro all'interno di cooperative specializzate nell'accogliere i pazienti psichiatrici. Si tratta spesso di cooperative di servizio, agricole, di produzione in cui il paziente può trovare l'opportunità di riprendere contatto con la realtà esterna, stabilire relazioni e assumere ruoli sociali normali.